# Lucie Kim
Pour les articles homonymes, voir Kim.
Ne doit pas être confondu avec sainte Lucie Kim Nusia.
Lucie Kim ou Kopch'u (en coréen 김 루치아) est une laïque chrétienne coréenne, martyre et sainte, née en 1769 à  Séoul en Corée, morte en août ou septembre 1839 à Séoul.
Reconnue martyre et béatifiée en 1925 par le pape Pie XI, elle est solennellement canonisée à Séoul par Jean-Paul II le 6 mai 1984 avec les autres martyrs de Corée. 
Sainte Lucie Kim est fêtée le 26 septembre et le 20 septembre.

## Biographie
Lucie Kim ou Kopch'u naît en 1769 dans la ville de Séoul, en Corée. Elle semble être chrétienne dès sa jeunesse. Elle est surnommée « Lucie la bossue ». 
Elle se marie avec un non chrétien. Celui-ci refuse qu'elle rejoigne les autres catholiques et qu'elle pratique sa religion. Elle le quitte et habite alors successivement dans plusieurs maisons catholiques. Les autres catholiques sont heureux de l'accueillir. Elle prend l'habitude de les aider en faisant le ménage, en s'occupant des enfants et des malades, pour leur rendre service à son tour.
Bien que Lucie n'ait pas reçu d'éducation, son amour de Dieu lui donne du zèle pour les âmes et elle convertit beaucoup de gens. Même les nobles bien instruits sont parfois étonnés qu'une femme sans éducation puisse parler avec autant d'éloquence.
Lors de la persécution, elle est arrêtée à 70 ans et emprisonnée. Dans la prison, elle aide les détenus malades et leur donne le peu d'argent qu'elle a. Interrogée, elle refuse de renier Dieu et de dire où se trouvent ses amis catholiques. Elle est fouettée trente fois. 
À son retour en prison, elle est si malade et fatiguée qu’elle ne peut plus se relever. Environ trois jours après, elle agonise, appelle les saints noms de Jésus et de Marie, puis meurt dans sa prison à la suite des coups reçus, ou bien décapitée selon une autre source, fin août ou début septembre 1839 à Séoul,.

## Canonisation
Lucie Kim est reconnue martyre par décret du Saint-Siège le 9 mai 1925 et ainsi proclamée vénérable. Elle est béatifiée (proclamée bienheureuse) le 6 juin suivant par le pape Pie XI.
Elle est canonisée (proclamée sainte) par le pape Jean-Paul II le 6 mai 1984 à Séoul en même temps que les autres martyrs de Corée.
Sainte Lucie Kim est fêtée le 26 septembre à titre individuel, et le 20 septembre, qui est la date commune de célébration des martyrs de Corée.